# Phomopsis helianthi
Phomopsis helianthi Munt.-Cvetk., Mihaljč. & M. Petrov – gatunek grzybów z rzędu Diaporthales. U słoneczników (Helianthus) wywołuje grzybową chorobę o nazwie rak łodyg słonecznika.

## Systematyka
Pozycja w klasyfikacji według Index Fungorum
Phomopsis, Diaporthaceae, Diaporthales, Diaporthomycetidae, Sordariomycetes, Pezizomycotina, Ascomycota, Fungii.
Po raz pierwszy gatunek ten opisali Maria Muntañola-Cvetković, M. Mihaljčević i Marija Petrov w 1981 r.
Synonim: Diaporthe helianthi Munt.-Cvetk., Mihaljč. & M. Petrov 1981.

## Morfologia i rozwój
Grzyb mikroskopijny, saprotrof i pasożyt roślin. Tworzy zarówno stadium bezpłciowe (anamorfę), jak i płciowe (teleomorfę). Jeszcze do niedawna teleomorfę zaliczano do odrębnego gatunku Diaporthe helianthi, obecnie nazwa ta jest synonimem Phomopsis helianthi.
Zimują pyknidia na resztkach roślin w ziemi. Mają kształt kulisty lub prawie kulisty, barwę od żółtej do czarnej, średnicę 400 µm i wystające długie szyjki o długości od 350 do 600 µm. Powstają w nich liczne worki o kształcie od kulistego  do cylindrycznego, długości od 47,5 do 57,5 µm i szerokości od 7,5 do 12,0 µm. Zarodniki (askospory) tworzą się w temperaturze od 15 do 30 °C, temperatura optymalna to 25 °C. Uwalniają się na wysokość około 3 mm nad powierzchnią resztek pożniwnych w wilgotnych warunkach i temperaturach poniżej 10° C. Czasami może występować biała masa lub krople śluzu zawierające askospory wytworzone na wierzchołku brodawki perytecjów. Askospory są dwukomórkowe, bezbarwne, jednoprzegrodowe, elipsoidalne, mają długość od 12,5 do 14,5 µm długości i szerokość od 3,2 do 4,5 µm. Wytwarzane są w perytecjach przez około 17 dni. Przenoszone przez wiatr askospory dokonują Infekcji pierwotnej na liściach słoneczników.
Porażone liście więdną i obumierają, a grzybnia patogenu rozprzestrzenia się przez ogonek liściowy do łodygi. Tu następuje rozmnażanie bezpłciowe. Tworzą się pyknidia wytwarzające dwa rodzaje zarodników konidialnych. Konidia alfa są szkliste, o kształcie od wrzecionowatego do elipsoidalnego i mają wymiary 5,5–10,0 × 1,5–3,0 µm. Konidia beta są szkliste, nitkowate i mają wielkość 17,0–42,0 × 0,5–2,0 µm. Proporcjonalna zawartość tych konidiów jest zależna od warunków środowiskowych. Zwykle konidia beta wytwarzane są w większej ilości, niż konidia alfa. Powstałe w okresie wegetacyjnym perytecja zimują na szczątkach roślin. Doświadczalnie stwierdzono, że mogą na nich przetrwać do pięciu lat.